# Joseph Faller
Vous êtes invité à donner votre avis sur cette page de discussion, de manière argumentée en vous aidant notamment des critères d’admissibilité ou en présentant des sources extérieures et sérieuses.  
Après avoir apposé le modèle {{Admissibilité}} sur une page, suivez les étapes expliquées sur Wikipédia:Débat d'admissibilité/Aide :
| 1. | Créez la page de débat d'admissibilité.                                                                      | Sauvegardez d’abord la page pour l’initialiser puis indiquez votre motivation.       |
| 2. | Important : ajoutez une entrée dans la section Débat d'admissibilité du jour.                                | Utilisez ce texte : *{{L\|Joseph Faller}}                                            |
| 3. | Pensez à informer les contributeurs principaux de la page et les projets associés lorsque cela est possible. | Utilisez ce texte : {{subst:Avertissement débat d'admissibilité\|Joseph Faller}}~~~~ |

Pour les articles homonymes, voir Faller.
Joseph François Faller (1834-1914) est un  prêtre catholique français. Il est le fondateur du musée militaire de Mars-la-Tour.

## Biographie
Joseph François Faller est né le 15 juin 1834 à Metz, au 16 de la rue Saint-Eucaire. Il est le fils de Joseph Faller, serrurier, et de Catherine Pernet. En 1847, il entre au Petit séminaire pour en sortir six ans plus tard. Il entre alors au Grand séminaire en 1854 et est ordonné prêtre le 12 août 1860. 
Il est nommé vicaire à Gorze l'année de son ordination, puis curé à Jaulnes en 1863. Le 8 septembre 1875, il devient curé de Mars-la-Tour, village marqué par la bataille du 16 août 1870, à la suite de l'abbé Stef (décédé peu avant). 
Il est nommé chanoine honoraire du diocèse de Nancy et de Toul par Monseigneur Turinaz en 1898. 
Il meurt le 18 avril 1914,. Il est enterré dans « son » église.

## L'Œuvre de Mars-la-Tour
Joseph Faller poursuit l’œuvre commémorative de l'abbé Stef (messes anniversaires les 16 août, érection du monument Bogino inauguré en 1875),. Il transforme radicalement l'église paroissiale Saint-Martin avec l'aide de l'architecte Louis Lanternier de Gorze. L'église devient une véritable église-mémorial. 
Il crée également un musée (s'est-il inspiré du musée allemand de Saint-Privat-la-Montagne, qui est alors de l'autre côté de la frontière ?), financé grâce à des dons et des souscriptions et des dons qui affluent de toute la France. 
Joseph Faller parcourt les champs à la recherche de « reliques » des combats. Ce musée est au départ un édifice de fortune, aménagé dans son garage à calèche (planches et toile). Il cède la place au tout début du XXe siècle à un nouveau bâtiment, jouxtant l'église, dû à Lanternier et inauguré en 1902.
Joseph Faller fait don, en 1907, de son musée à la commune. Les collections de ce musée ont depuis été déposées au Musée de la Guerre de 1870 et de l'Annexion de Gravelotte.

## Décorations et hommages
- médaille d'or de la Société Nationale d'Encouragement au Bien décerné le 29 juin 1902.
- chevalier de la Légion d'honneur[5],[4]. Joseph Faller la reçut des mains du Général Couturier le 16 août 1910[4], en présence de Raymond Poincaré, Président du Conseil[1].
- couronne civique d'or de la Société Nationale d'Encouragement au Bien remise le 16 août 1911, à l'occasion du 41e anniversaire de la bataille du 16 août 1870.
- La ville de Metz a donné son nom à une rue, Devant les Ponts.

## Divers
- Faller, Joseph. Souscription proposée pour élever une chapelle à Mars-la-Tour en faveur des soldats morts sur de nombreux champs de bataille. Nancy : Imprimerie de Vagner, 1876[1].
- CATALOGUE DU MUSEE MILITAIRE DE MARS-LA-TOUR, FONDE PAR M. LE CHANOINE JOSEPH FALLER. - Code EAN13: 9782329812649
- Dossier de légion d’honneur de Joseph Faller (Archives nationales, LH 929/11), consultable dans la base Léonore[1].
- Mars-la-Tour carte postale : L'abbé Faller dans son musée